# Харсоно Чокроаминото
Харсоно Чокроаминото (индон. Harsono Tjokroaminoto; род. 24 апреля 1912, Мадиун — 22 апреля 1992, Джакарта) — индонезийский государственный и политический деятель постколониального периода.

## Биография
Родился в семье национального героя Индонезии Умара Саида Чокроаминото и его жены Сухарсикин. Кроме него в семье было четверо детей. Дети рано осиротели, их мать умерла от тифа в 1921 году.
В период голландской колонизации работал учителем и школьным инспектором в Северный Сулавеси. Писал брошюры и статьи на политические и религиозные темы. Во время японской оккупации Индонезии был арестован кэмпэйтай за участие в движении индонезийской молодежи за независимость.
Был президентом Всемирного конгресса исламской молодёжи.
Государственный министр в кабинете Мохаммада Натсира, второй вице-премьер в кабинете Бурхануддина Харахапа (1955—1956), Государственный министр по делам административной и бюрократической реформы в кабинете президента Сухарто (1968—1971), посол Индонезии в Швейцарии (1972—1975). Член Сарекат Ислам. С 1976 по 1978 годы был членом Верховного консультативного совета при президенте Индонезии.